# توني غراي
توني غراي (23 مايو 1963 في ترينيداد وتوباغو - ) (بالإنجليزية: Tony Gray)‏ هو لاعب كريكت جنوب أفريقي. شارك مع منتخب الهند الغربية للكريكت ومنتخب ترينيداد وتوباغو الوطني للكريكت. أما مع النوادي، فقد لعب مع نادي مقاطعة سري للكريكت ‏ وNorth West (cricket team) ‏.

## وصلات خارجية
- توني غراي على موقع إي آس بي آن كريك إنفو (الإنجليزية)